# Kuorsalo
Kuorsalo är en ö i Finland. Den ligger i Finska viken och i kommunen Fredrikshamn i landskapet Kymmenedalen, i den södra delen av landet. Ön ligger omkring 24 kilometer öster om Kotka och omkring 140 kilometer öster om Helsingfors.
Öns area är 4,39 kvadratkilometer och dess största längd är 4 kilometer i sydöst-nordvästlig riktning.